# Бушково (Росія)
Бу́шково (рос. Бушково) — присілок у складі Великоустюзького району Вологодської області, Росія. Входить до складу Красавинського сільського поселення.

## Населення
Населення — 14 осіб (2010; 17 у 2002).
Національний склад (станом на 2002 рік):
- росіяни — 94 %